# Grabbezirk des Eubios

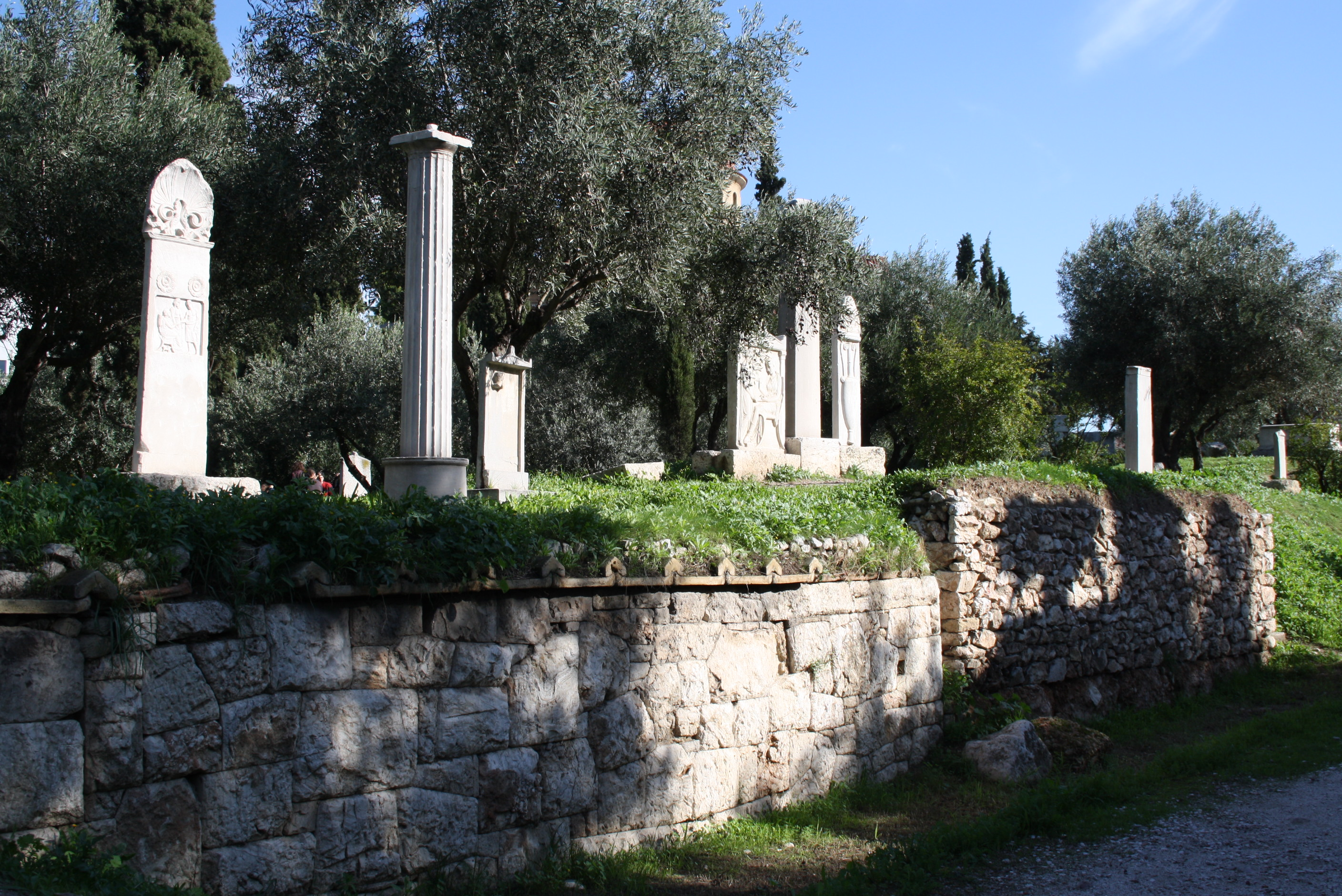
Vorn der Grabbezirk des Eubios, dahinter der Grabbezirk des Koroibos

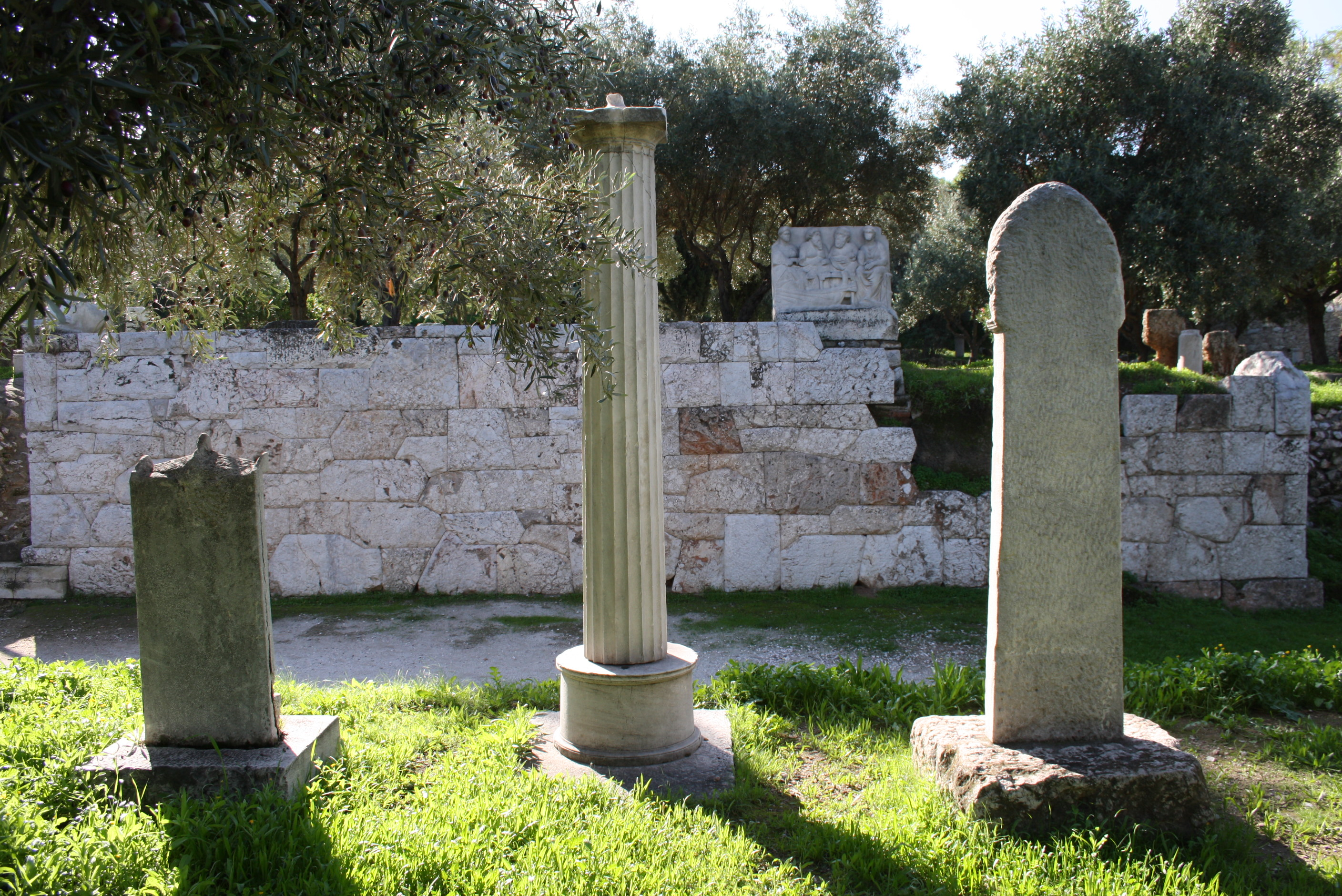
Die drei Stelen in heutiger Aufstellung von der Rückseite gesehen

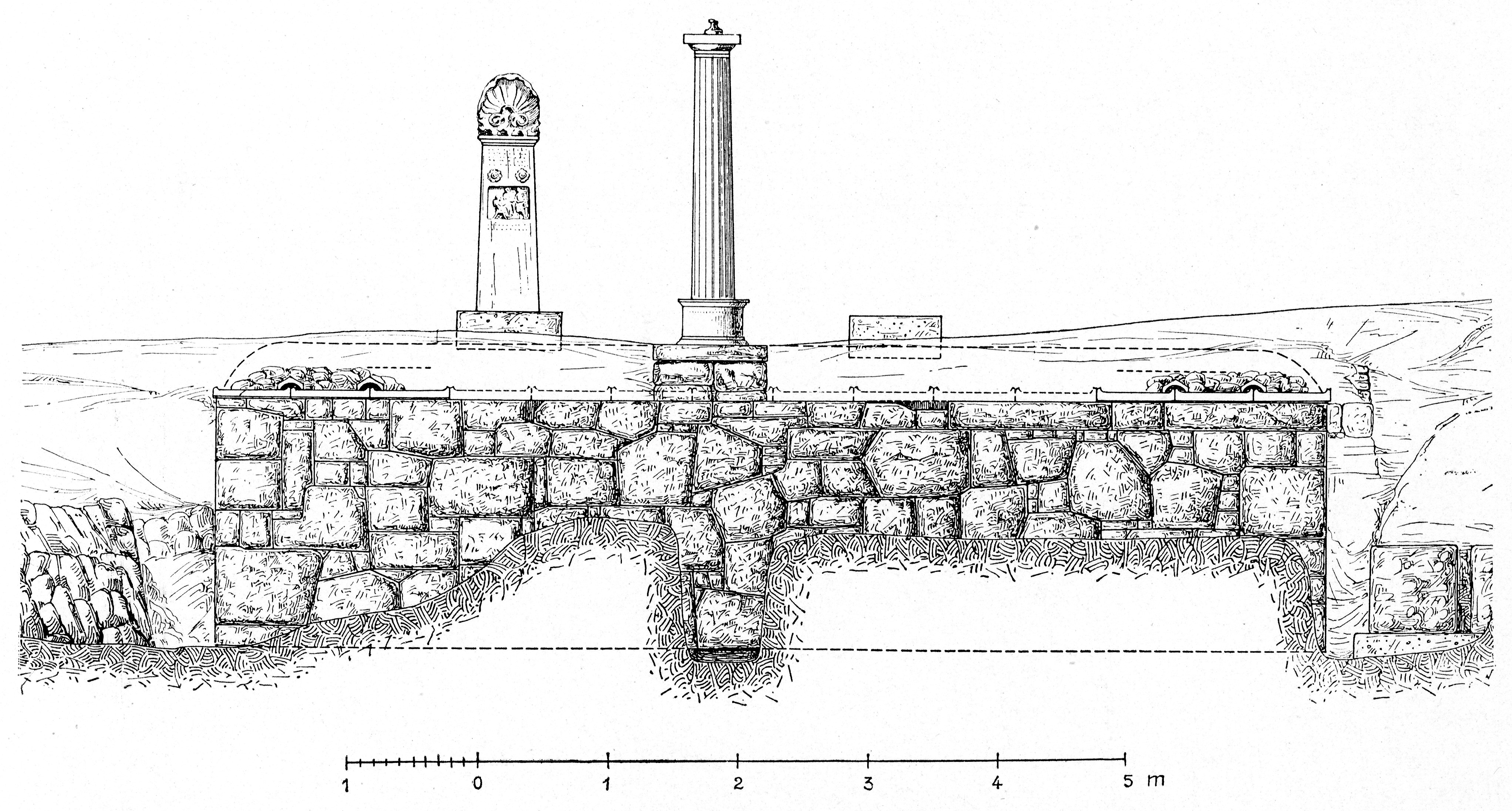
Aufrisszeichnung des Grabbezirks (1909)

Der Grabbezirk des Eubios aus dem Demos Potamos, daher auch Grabbezirk der Potamier genannt, ist ein erhaltenes Grabensemble des Kerameikos, des bedeutendsten und größten antiken Friedhofs von Athen.
Der Grabbezirk des Eubios liegt an der Nordseite der Gräberstraße, links neben dem Grabbezirk des Koroibos mit der berühmten Grabstele der Hegeso. Die 8,85 Meter lange und 1,92 Meter hohe Fassade ist sehr gut erhalten. Sie wurde aus polygonalen Kalkblöcken vom Burgberg Athens errichtet, der ursprünglich weiße Putz hat sich nicht in situ erhalten. Den Abschluss der Mauer bildet eine Reihe aus korinthischen Dachziegeln. Der Grabbezirk beherbergt die Gräber einer Familie aus dem Demos Potamos und wurde schon im 5. Jahrhundert v. Chr. angelegt. Bei den Zerstörungen des Jahres 338 v. Chr. wurde er in starke Mitleidenschaft gezogen, danach aber von derselben Familie wieder aufgebaut und weiter genutzt. Wie die Inschriften zeigen, war der Grabbezirk über mindestens drei Generationen im Besitz der Familie. Mit Archias ist hier auch eine Person bestattet, die sich in einer Beamtenliste für das Jahr 304/303 v. Chr. wiederfindet.
Drei Grabmonumente sind bis heute erhalten und mit einem Original und zwei Kopien am ursprünglichen Ort präsent. Das zentrale Element ist die Säule des Bion. Die 2,34 Meter hohe Säule war für Bion, einem Sohn des Eubios, errichtet worden. Die dorische Marmorsäule steht auf einer runden Basis und weist auf dem Kapitell noch Reste einer marmornen Loutrophore auf. Eine weitere, später angebrachte Inschrift ist für Archikles, Sohn des Archias. Links daneben steht die Kopie einer marmornen Bildfeldstele. Diese Stele der Euphrosyne und des Eubios ist 1,71 Meter hoch. Auf der Stele finden sich mehrere Inschriften hier bestatteter Personen. Über den Rosetten über dem Bildfeld in der oberen Hälfte der Säule werden Euphrosyne und Eubios genannt, die Kinder des Phanippos. Für sie wurde die Säule ursprünglich aufgestellt. Zudem wird noch einmal Bion erwähnt. Unter dem Bildfeld wurden später weitere Namen ergänzt: Dexikleia, Tochter des Philion aus dem Demos Oie sowie Archias, der ebenfalls Sohn des Eubios war. Rechts der zentralen Säule ist die aus einem Fragment rekonstruierte Grabstele für -menios, Eubios und Demetrios in Kopie aufgestellt.
Die Grabdenkmäler wurden schon früh bei den Ausgrabungen der Archäologischen Gesellschaft Athen von Athanasios S. Rhousopoulos (1823–1898) im Jahr 1870 gefunden. Bei späteren Ausgrabungen des Deutschen Archäologischen Instituts zwischen 1935 und 1938 unter der Leitung von Karl Kübler wurden der Grabbezirk und seine Gräber freigelegt und anschließend restauriert.